# Liste antiker Ortsnamen und geographischer Bezeichnungen/Lo
| Lateinischer Name   | Griechischer Name                        | Beschreibung                                                | Heute                                                                | Quellen und Verweise | Lage |
| ------------------- | ---------------------------------------- | ----------------------------------------------------------- | -------------------------------------------------------------------- | -------------------- | ---- |
| Lobetani            |                                          |                                                             |                                                                      | Smith;               |      |
| Lobetum             |                                          |                                                             |                                                                      | Smith;               |      |
| Locoritum           | Λοχοριτον (Locoriton)                    | (heiliger) See bei einer Furt in Neustadt am Main           | am östlichen Mainviereck                                             | Smith;               |      |
| Locras              |                                          | Fluss auf Korsika                                           | Prunelli                                                             | Smith;               |      |
| Locri               | Λοκροί Ἐπιζεφύριοι (Lokroi Epizephyrioi) | Stadt in Bruttium                                           | 4 km südwestlich von Locri in Kalabrien                              | Smith;               |      |
| Locri               |                                          | siehe Locris                                                |                                                                      |                      |      |
| Locri Epicnemidii   |                                          |                                                             |                                                                      | Smith;               |      |
| Locris, Locri       |                                          |                                                             |                                                                      | Smith;               |      |
| Logi, Lugi          |                                          | keltischer Stamm in Caledonia                               | Siedlungsgebiete im Norden Schottlands                               | Smith;               |      |
| Logia               |                                          | Fluss in Hibernia                                           | Lagan mit Mündung in die Bucht von Belfast in Irland                 | Smith;               |      |
| Loncium             |                                          |                                                             |                                                                      | Smith;               |      |
| Londinium           | Λονδίνιον (Londinion)                    | Stadt in Britannien                                         | London                                                               | Smith;               |      |
| Londobris           |                                          |                                                             |                                                                      | Smith;               |      |
| Longanus            |                                          |                                                             |                                                                      | Smith;               |      |
| Longaticum          |                                          |                                                             |                                                                      | Smith;               |      |
| Longobardi          |                                          | siehe Langobardi                                            |                                                                      |                      |      |
| Longones            |                                          |                                                             |                                                                      | Smith;               |      |
| Longovicus          |                                          |                                                             |                                                                      | Smith;               |      |
| Longula             | Λόγγολα (Longola)                        | Stadt der Volsker in Latium                                 | bei Buon Riposo, einem Stadtteil von Aprilia in Italien              | Smith;               |      |
| Longum Promontorium |                                          |                                                             |                                                                      | Smith;               |      |
| Longus              |                                          | Fluss in Britannien                                         | vermutlich der Loch Linnhe an der Westküste Schottlands              | Smith;               |      |
| Lopadussa           |                                          |                                                             |                                                                      | Smith;               |      |
| Lophis              |                                          |                                                             |                                                                      | Smith;               |      |
| Lopodunum           |                                          | Hauptort der Civitas Ulpia Sueborum Nicretum (Neckarsueben) | Ladenburg am Neckar                                                  |                      |      |
| Loposagium          |                                          |                                                             |                                                                      | Smith;               |      |
| Lopsica             |                                          |                                                             |                                                                      | Smith;               |      |
| Lorium              |                                          |                                                             |                                                                      | Smith;               |      |
| Lorne               |                                          | Festung in Mesopotamien                                     | etwa 20 km östlich von Kızıltepe in der Türkei                       | Smith;               |      |
| Loryma              | Λόρυμα (Loryma)                          | Stadt auf dem karischen Chersones                           | an der Südspitze der Daraçya Yarımandası auf dem türkischen Festland | Smith;               |      |
| Losa                |                                          | Stadt in Gallia Aquitania                                   | bei Sanguinet in Frankreich                                          | Smith;               |      |
| Losorium            |                                          |                                                             |                                                                      | Smith;               |      |
| Lossonus            |                                          |                                                             |                                                                      | Smith;               |      |
| Lotophagi           |                                          |                                                             |                                                                      | Smith;               |      |
| Lotum               |                                          |                                                             |                                                                      | Smith;               |      |
| Loxa                |                                          |                                                             |                                                                      | Smith;               |      |